# GKV-Versorgungsstrukturgesetz
Das GKV-Versorgungsstrukturgesetz ist ein umfangreiches Artikelgesetz, mit dem zum 1. Januar 2012 insbesondere das Fünfte Buch Sozialgesetzbuch geändert wurde. Das Gesetz sollte angesichts der demographischen Entwicklung, der unterschiedlichen Versorgungssituation von Ballungsräumen und ländlichen Regionen und der neuen Möglichkeiten, die der medizinisch-technische Fortschritt mit sich bringen eine bedarfsgerechte ambulante und stationäre Versorgung für die in der GKV  Versicherten gewährleisten.

## Inhalt
Nachdem mit dem GKV-Finanzierungsgesetz die Finanzierung der Krankenkassen reformiert worden war, insbesondere durch Einführung eines einheitlichen einkommensunabhängigen Zusatzbeitrags mit Sozialausgleich und das Gesetz zur Neuordnung des Arzneimittelmarktes eine Begrenzung der Arzneimittelausgaben vorgesehen hatte, betraf das GKV-VStG vor allem die Sicherstellung der ärztlichen Versorgung durch Maßnahmen der Bedarfsplanung und die Bekämpfung des Ärztemangels.
Im Gesetzgebungsverfahren konkurrierten ein im Herbst 2010 von dem damaligen Gesundheitsminister Philipp Rösler angekündigter Gesetzentwurf mit einem von der Unionsfraktion des Deutschen Bundestags im März 2011 vorgelegten 14-Punkte-Plan. Im Sommer 2011 fand eine Fachanhörung von Verbänden zum Referentenentwurf im Bundesgesundheitsministerium statt. Dieser basierte auf den Eckpunkten, auf die sich Union und FDP Anfang April 2011 geeinigt hatten. Es folgte eine Sachverständigenanhörung am 19. Oktober 2011 im Gesundheitsausschuss des Bundestags zum Gesetzentwurf vom 5. September 2011.
Das GKV-VStG bedeutete einen Abschied vom Prinzip der Kostendämpfung im Gesundheitswesen und führte insbesondere beim Ausbau der ambulanten spezialfachärztlichen Versorgung zu weiterer Fehl- und Überversorgung. Mit § 11 Abs. 6 SGB V in der Fassung des GKV-Versorgungsstrukturgesetzes wurde beispielsweise den Krankenkassen die Ausweitung ihrer Satzungsleistungen um ein sog. Gesundheitsbudget ermöglicht. 
Es folgte im Sommer 2015 das GKV-Versorgungsstärkungsgesetz.

## Auswirkung auf die psychotherapeutische Versorgung

### Behandlungsbedürftige Versicherte
Jeder zweite bis dritte Deutsche entwickelt einmal in seinem Leben eine psychische Erkrankung, die mit einer erheblichen Einschränkung der Lebensqualität verbunden ist. In den Industrienationen mit hohem Einkommen dominieren dabei unipolare Depressionen, gefolgt von Demenzen und alkoholbezogenen Suchterkrankungen. Psychische Störungen treten häufig zusammen auf oder gehen mit anderen Erkrankungen einher. Mit der Komorbidität nimmt auch die Arbeitsunfähigkeit rapide zu. Nur 42,9 % der von einer psychischen Krankheit Betroffenen haben deswegen Kontakt zum Medizinsystem.  Durchschnittlich warten Betroffene in Deutschland drei Monate (12,5 Wochen) auf ein psychotherapeutisches Erstgespräch. In 31,5 % der Fälle warten die Patienten länger als drei Monate.

### Versorgungssituation
Grundsätzlich ist es Aufgabe der gesetzlichen Krankenversicherung, rechtzeitig für die notwendige Behandlung eines Versicherten zu sorgen. Gemeint ist damit nach dem Sachleistungsprinzip die Behandlung des Versicherten durch einen Vertragspsychotherapeuten (§ 72 SGB V). Krankenkassen erstatten auch die Kosten für selbst beschaffte Leistungen durch approbierte Psychotherapeuten ohne Kassenzulassung, wenn die Krankenkasse eine unaufschiebbare Leistung nicht rechtzeitig erbringen konnte oder eine Leistung zu Unrecht abgelehnt hat und dem Versicherten dadurch Kosten entstanden sind. Das regelt § 13 Abs. 3 SGB V. Auch nach dem GKV-Versorgungsstrukturgesetz blieb die Kostenerstattung häufig die einzige Möglichkeit für einen Versicherten,  unzumutbare Wartezeiten auf einen Therapieplatz zu vermeiden.

### GKV-Versorgungsstärkungsgesetz
Durch lange Wartezeiten erhöht sich die Wahrscheinlichkeit, dass sich psychische Erkrankungen verschlimmern und chronisch werden, dass Patienten auf stationäre Behandlungen zurückgreifen müssen, obwohl eine ambulante Psychotherapie angemessen wäre oder komplett auf eine erforderliche Behandlung verzichten. Mit dem GKV-Versorgungsstärkungsgesetz von Juli 2015 wurde deshalb der GB-A beauftragt, unter anderem die Psychotherapie-Richtlinie zu überarbeiten. Zum 1. April 2017 wurde die psychotherapeutische Versorgung daraufhin neu strukturiert. Im Rahmen der vertragsärztlichen Versorgung wurden verschiedene neue Leistungen zur Besserung akuter psychischer Krisen eingeführt, für die die Therapeuten keine zusätzliche Genehmigung ihrer Kassenärztlichen Vereinigung (KV) benötigen.